# Oderzo
Oderzo (på latin Opitergium) är en kommun i provinsen Treviso, i regionen Veneto. Kommunen hade 20 659 invånare (2018) och gränsar till kommunerna Chiarano, Fontanelle, Gorgo al Monticano, Mansuè, Ormelle samt Ponte di Piave.